# Bruegel (organizzazione)
Bruegel (acronimo per Brussels European and Global Economic Laboratory) è un gruppo di riflessione (think tank) politico-economico internazionale, con sede a Bruxelles.
Ha iniziato le attività nel 2005 guadagnando rapidamente importanza sino a essere considerato fra i più importanti think tank europei e mondiali. Nel 2012 è stato nominato Think Tank dell'anno dal periodico economico britannico Prospect per la sua analisi sulla crisi economica dell'eurozona.

## Storia, struttura e organizzazione
L'idea di un think tank europeo fu lanciata da Francia e Germania nel 2003 a seguito degli accordi di collaborazione bilaterali franco-tedeschi, che sfociarono nella dichiarazione comune di intenti fra il presidente francese Jacques Chirac e il cancelliere tedesco Gerhard Schröder, in occasione del quarantesimo anniversario del trattato dell'Eliseo. Bruegel venne quindi fondata in Belgio come associazione internazionale no-profit nel 2004 e il primo meeting del board fu tenuto il 17 gennaio del 2005. In nome fu scelto in omaggio al pittore Pieter Bruegel.
Al 2012 è presieduto da Jean Claude Trichet (che è anche il presidente del gruppo europeo della Commissione Trilaterale) e diretto da Jean Pisani-Ferry).
Ne sono presidenti onorari Mario Monti (primo presidente, dal 2005 al 2008, dell'organizzazione) e Leszek Balcerowicz (anch'egli ex presidente dell'organizzazione).
I lavori del gruppo riguardano i campi delle politiche economiche (soprattutto politica monetaria), politiche commerciali, politiche industriali, politiche di sviluppo, politiche di budget, disciplina finanziaria, nonché gli aspetti economici delle politiche energetiche e ambientali.
Gli Stati membri nel 2012 sono: Austria, Belgio, Cipro, Danimarca, Finlandia, Francia, Germania, Irlanda, Italia, Lussemburgo, Paesi Bassi, Polonia, Regno Unito, Spagna, Svezia e Ungheria.
Le aziende private, tutte a dimensione di multinazionale che contribuiscono come membri sono: Deutsche Telekom, Électricité de France (EDF), Ernst & Young, Erste Bank Group, General Electric, Goldman Sachs, Google, LVMH Louis Vuitton Moët Hennessy S.A., Microsoft, MasterCard, MECM Ltd., Novartis, NYSE Euronext, Pfizer, Qualcomm, Renault, Samsung Electronics, Schroeders Solvay, Syngenta, Toyota, UBS e UniCredit.
Sono inoltre membri istituzionali: Banca Europea per la Ricostruzione e lo Sviluppo, Banca di Francia, Banca Nazionale di Danimarca, Banca Nazionale di Polonia, Caisse des Dépôts, European Investment Bank.
Nel novembre 2010 Bruegel ha pubblicato una proposta su come affrontare la crisi del debito sovrano dei Paesi dell'Eurozona, basata su un meccanismo di default controllato: A European Mechanism for Sovereign Debt Crisis Resolution: A proposal.
Nel settembre 2011 ha organizzato a Parigi una conferenza di due giorni sul tema Resolving the European Debt Crisis (Risolvere il debito europeo), sviluppatasi con simulazioni per analizzare le interazioni fra gruppi azionari e decisioni politiche.

## Cronologia dei presidenti
- Jean-Claude Trichet (2012-)
- Leszek Balcerowicz (2008-2012)
- Mario Monti (2005-2008)